# Klekovci
Klekovci je naseljeno mjesto u sastavu općine Bosanska Dubica, Republika Srpska, BiH.

## Stanovništvo
| Klekovci           |              |
| godina popisa      | 1991.        |
| Srbi               | 363 (74,69%) |
| Hrvati             | 1 (0,21%)    |
| Muslimani          | 112 (23,05%) |
| Jugoslaveni        | 8 (1,64%)    |
| ostali i nepoznato | 2 (0,41%)    |
| ukupno             | 486          |